# Field Commander
Field Commander est un jeu vidéo de tactique au tour par tour développé par Sony Online Entertainment et édité par Ubisoft. Le jeu est sorti en mai 2006 aux États-Unis sur PlayStation Portable et est sorti en France le 27 juillet 2006.

## Système de jeu
Field Commander reprend le même gameplay que la série des Advance Wars. Il faut déplacer ses unités sur les cases d'un terrain. Le jeu comprend 18 unités réparties en 3 catégories.
Nous jouons le rôle d'un commandant qui dirige une division. 35 divisions (alliées et ennemies) sont déblocables.
Le commandant doit remplir des missions qui consistent en général à détruire toutes les unités adverses ou à capturer la base ennemie.

## Les modes de jeu
- « Didacticiel» : le joueur apprend à se servir du système du jeu.
- « Campagne» : le joueur suit la trame de l'histoire en allant de mission en mission.
- « Bataille rapide » : le joueur affronte l'ordinateur sur une carte qu'il aura au préalable débloqué.
- « Duel» : le joueur affronte un(e) ami(e) dans une partie pour un ou deux joueurs.

## Trame
Nous sommes un commandant sous l'organisation internationale Atlas qui a pour mission d'éliminer toutes les menaces terroristes mondiales et cela dans le secret le plus absolu sous le couvert de nations. Notre tâche sera d'éliminer la menace que représente la Shadow Nation qui a pour but de dominer le monde.

## Accueil
| Field Commander       |      |        |
| Média                 | Pays | Notes  |
| Eurogamer             | GB   | 6/10   |
| Gamekult              | FR   | 6/10   |
| GameSpot              | US   | 84 %   |
| GameSpy               | US   | 4/5    |
| IGN                   | US   | 84 %   |
| Jeuxvideo.com         | FR   | 15/20  |
| Compilations de notes |      |        |
| Metacritic            | US   | 77 %   |
| GameRankings          | US   | 79,3 % |